# Punt Returner

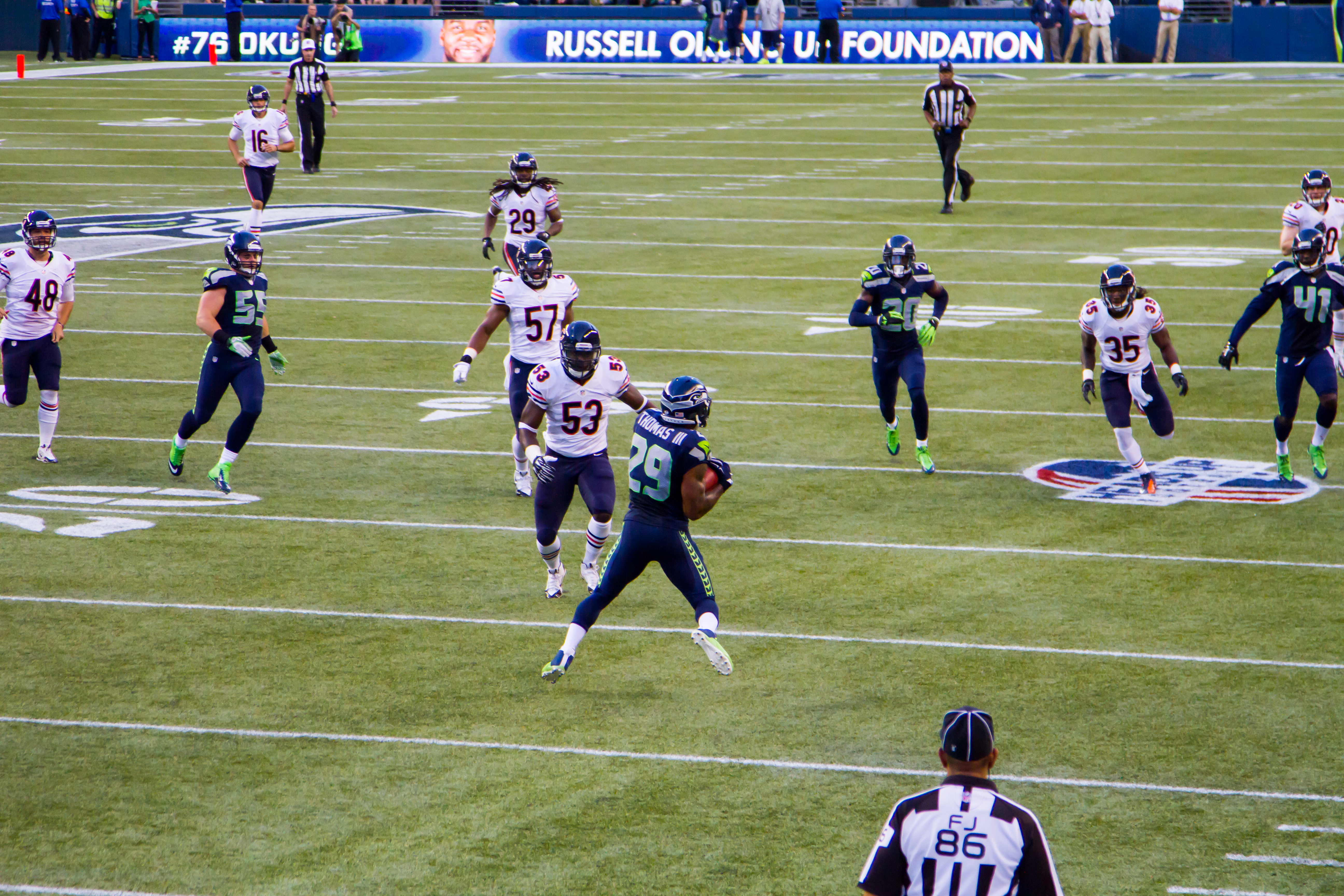
Earl Thomas (Nr. 29), Safety der Seattle Seahawks, trägt einen Punt gegen die Chicago Bears zurück

Der Punt Returner (PR) ist ein Spieler der Special Teams in einer American-Football- oder Canadian-Football-Mannschaft. Er fängt nach einem Punt des gegnerischen Teams den Ball und trägt ihn möglichst weit zurück (englisch to return‚ zurücktragen‘). Die Position des Punt Returner ist meist nur in Profimannschaften fest besetzt. In den meisten Arena-Football-Ligen existiert diese Position nicht.

## Aufgabe
Vor dem Punt stellt sich der Returner etwa 35 bis 45 Yards (32 bis 41 Meter) hinter der Line of Scrimmage des laufenden Spielzuges auf. Nach dem Punt läuft der Returner zu der Position auf dem Spielfeld, wo er glaubt, den Football am sichersten fangen zu können. Sobald er ihn gefangen hat, läuft der Returner in Richtung der gegnerischen Endzone.
Anstatt mit dem Ball zu laufen, kann er durch das Schwenken seiner Arme über dem Kopf einen Fair Catch anzeigen. Dann darf er den Ball zwar unbehelligt fangen und nicht getackelt werden, aber auch keinen Raumgewinn erzielen. Der Returner wählt den Fair Catch, wenn die gegnerischen Verteidiger zu nah sind und ihm deswegen die Gefahr eines Fumbles beim Fangen des Balls zu groß erscheint. Wahlweise kann er den Ball auch zu Boden kommen lassen und der Angriff beginnt dort, wo der erste Gegenspieler den Ball berührt, wobei hiervor keine Berührung des Balles durch einen Spieler der returnenden Mannschaft stattgefunden haben darf (vgl. Muff).
Trägt der Punt Returner den Ball bis in die gegnerische Endzone, so ist dies ein Punt-Return-Touchdown. Gelingt ihm dies nicht, so beginnt die Offense ihren Angriff an der Stelle, an der der Fair Catch stattfand, oder an der Stelle, bis zu der der Returner den Ball zurücktragen konnte. Fängt der Returner den Ball in der eigenen Endzone und trägt ihn nicht zurück, sondern geht auf die Knie oder macht dort einen Fair Catch, so gibt es ein Touchback und die Offense beginnt an der eigenen 20-Yard-Linie.

## Positionsbeschreibung
Ein Punt Returner ist meistens ein sehr schneller Spieler mit sicheren Händen. Diese Rolle wird deshalb oft von einem Wide Receiver, Defensive Back oder einem Runningback übernommen. Üblicherweise übernehmen Reservespieler die Positionen in den Special Teams.
Aufgrund der ähnlichen Aufgaben kann ein Punt Returner auch als Kick Returner fungieren (Return Specialist), öfter werden aber zwei verschiedene Spieler genommen. Als Faustregel gilt, dass ein Punt aufgrund des Effets schwerer zu fangen ist, das Returnen aber weniger riskant ist. Der Hauptgrund ist, dass die gegnerischen Gunner, die den Punt Returner tacklen wollen, von den Jammern bereits an der Line of Scrimmage geblockt werden. Daher können die Gunner nicht auf direktem Wege zum Punt Returner laufen und bremsen meist vorher ab, um ein möglichst präzises Tackling zu vollführen. Deshalb kommt es meist nicht zu so harten Kollisionen wie bei Kick Returnern.

## Rekorde und Statistik
Der von 1990 bis 2003 aktive Spieler Brian Mitchell hält in der National Football League die Rekorde für den größten Raumgewinn nach Punt Returns mit 4.999 Yards und die meisten Punt Returns mit 463. Während George McAfee, aktiv von 1940 bis 1950, mit 12,78 Yards pro Punt Return den höchsten Durchschnittswert erzielte, hält Devin Hester, der seit 2006 im Profifootball aktiv ist, den Rekord für Punt-Return-Touchdowns mit 14.
In der Canadian Football League (CFL) hält Henry Williams, aktiv als Footballer zwischen 1985 und 2000, mit 11.177 Yards bei insgesamt 1.003 Returns und 26 Punt-Return-Touchdowns den Rekord in drei Kategorien. Leon Bright, der von 1977 bis 1980 in der CFL aktiv war, hat mit 14,8 Yards je Punt Return den höchsten Durchschnittswert.
Im Football der NCAA hat mit 23,6 Yards Jack Mitchell, zwischen 1944 und 1946 am College spielte, den höchsten Durchschnittswert, Vai Sikahema, der zwischen 1980 und 1985 in der NCAA spielte, mit 153 die meisten Punts returned und Wes Welker, welcher zwischen 2000 und 2003 Hochschulsport betrieb, mit 1,761 die höchste Gesamtzahl an Yards durch Punt-Returns. Mit jeweils 8 teilen sich Welker und Antonio Perkins, der von 2000 bis 2004 im Hochschulsport aktiv war, den Rekord für die meisten Punt-Return-Touchdowns.
In der Regular Season der NFL-Saison 2017 kamen Punt Returner 1666 Mal zum Einsatz, das entspricht 6,51 Mal pro Spiel. Sie wählten dabei 626 Mal den Fair Catch (37,58 %) und liefen 1040 Mal (62,42 %), wobei es in der gesamten Saison zu 10 Punt-Return-Touchdowns kam (0,60 %).

## Weiterführende Literatur
- Michael Auerbach: American Football. Die offiziellen Regeln. Wissenswertes von A–Z., Falken-Verlag, Niedernhausen 2000, ISBN 978-3-8068-1673-0.
- Peter Kränzle, Margit Brinke: American Football: Spielidee und Regeln, Teams und Akteure, die Szene in Deutschland und USA, mit ausführlichem Glossar, Copress Sport, München 2011, ISBN 978-3-7679-1075-1.